# Totton
Totton est un village d'Angleterre situé dans le Hampshire, dans la région de New Forest.

## Géographie

### Situation
La ville est située à 5,8 kilomètres à l'ouest de la ville de Southampton et à 117,8 kilomètres au nord-est de Londres.
Totton and Eling est situé en dehors de la limite orientale de la New Forest et du Test, près de la ville de Southampton mais en dehors des limites de la ville. Totton and Eling se trouve plutôt dans le  district non métropolitain de New Forest. Les villes et villages environnants se nomment Ashurst, Marchwood, Cadnam et Ower.

### Urbanisme
On considère souvent que la ville est composée de plusieurs petits villages, tels que Testwood, Calmore et Hammonds Green (ainsi que le village d'origine de Totton) qui ont été reliés par de nouveaux groupes de logements pour former la ville telle qu’elle est aujourd’hui. Plusieurs zones de magasins locaux desservaient leurs villages respectifs dans le passé et, dans une certaine mesure, le font encore aujourd'hui.
Jusqu'en 1967, les  poneys New Forest étaient libres de parcourir ses rues. La zone bâtie de la ville s'est étendue de manière significative depuis la seconde moitié du XXe siècle et forme désormais une zone bâtie presque continue avec les villages environnants, avec Ower, Netley Marsh. Ower en particulier ayant peu ou pas de séparation perceptible en zone bâtie.
Le centre-ville de Totton a peu changé depuis les années 1970. La route commerciale et l'A35 sont les principaux axes routiers de la ville.

### Population
Avec une population d'environ 29 000 habitants,, Totton a prétendu être le plus grand village d'Angleterre jusqu'à ce qu'il devienne une ville en 1974.
Les zones situées derrière la zone industrielle de Calmore près du Test ont été valorisées avec l'aménagement de lacs pour la navigation de plaisance mais leur utilisation principale est la pêche et la fourniture de ressource en eau.
Le Testwood Lakes Center, permet des promenades le long de la Test Way allant de Totton à  Inkpen Beacon dans le Berkshire, via Romsey dans le Hampshire.

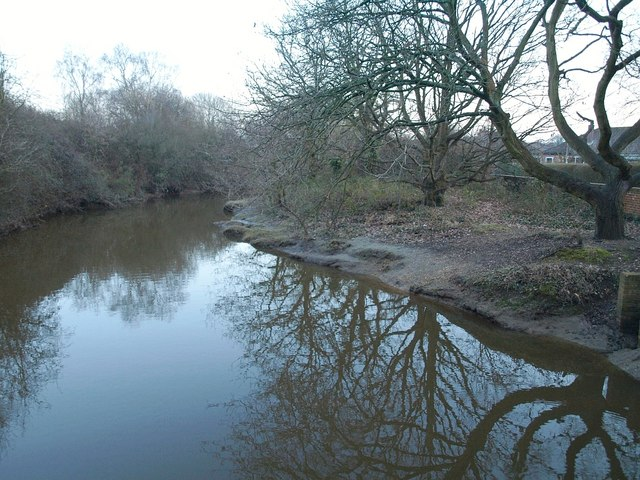
Bartley Water.

On peut accéder à Eling en traversant la ligne de chemin de fer qui sépare l'ancien village de Totton et les zones d'Eling d'avec Hounsdown. Cet accès mène à Brokenford par quelques chemins, de Totton à la route A35, au terrain de loisirs d'Eling par la Bartley Water.

## Toponymie
Totton est mentionné dans le Domesday Book (1086) sous le nom de Dodintune.
Le nom du village se prononce de la même manière que celui d'Ealing, bourg de la ville de Londres.

## Histoire

### Histoire ancienne
Les traces de l'âge du fer d'Hillfort, au mont Tatchbury attestent d'une installation humaine préhistorique dans la région de Totton. 
Netley Marsh, en bordure de Totton, a été le théâtre d’une bataille entre des envahisseurs anglo-saxons sous Cerdic de Wessex et des peuples romano-celtiques sous Natanleod. 
Le creusement des lacs Testwood a révélé une mine d’artéfacts dont l’un des plus anciens ponts connus d’Angleterre, daté d'environ 1500 av. J.-C.. 
L'histoire de la région est inévitablement liée à la construction navale et maritime, mais plus encore au commerce du bois. Totton était le site d'un grand nombre de transactions dans le bois obtenu illégalement de la New Forest.

### Lieux et monuments
Parmi les monuments d'Eling, il faut citer l'église paroissiale et Eling Tide Mill Experience (moulin à marée).
St Mary's est une église normande construite sur des fondations saxonnes possédant des registres datant de 1537. 
L’Eing Tide Mill Experience est Eling Tide Mill, avec son centre des visiteurs et les promenades en plein air autour de l’étang de Bartley Water ou du rivage de Solent Water Goatee Beach.

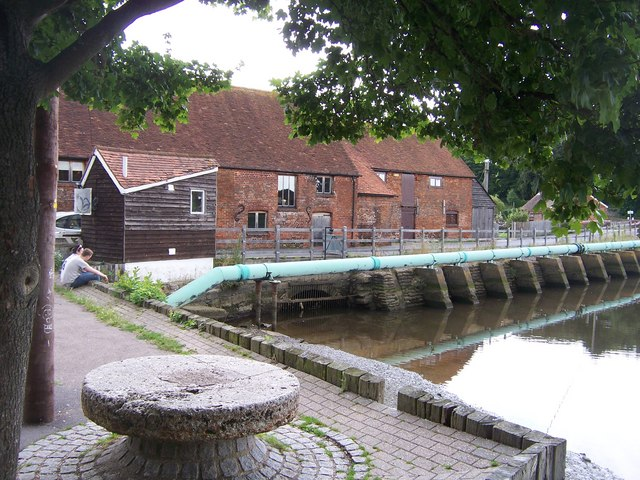
Moulin à marée d'Eling.

Eling Tide Mill est l'un des rares moulins à marée en activité au Royaume-Uni, mais ne peut être assimilé à l'établissement figurant dans le Domesday Book.
Le seul pont à péage médiéval qui subsiste dans le Hampshire se trouve à Bartley Water, à côté du moulin à marée. Tide Mill Experience a été fermé pour rénovation à partir de 2015 et a rouvert le 9 avril 2018.

### Histoire récente
Le village d'origine de Totton se résume aux zones de Totton, Testwood et de Salmon Leap, séparées par l'A36 et l'A336, bordées par le Test. 
De ce fait, de nombreux nouveaux quartiers ont été réalisés pour agrandir la ville. Le domaine de Calmore a été construit au début des années 1970 au nord de la ville et les habitations subséquentes ont fusionné le domaine à la ville dans son ensemble. Des logements étendus dans la région de Hounsdown ont également été construits dans les années 1970, avec l'édification de l’école et l’augmentation du nombre de logements dans cette région. 
À la fin des années 1980 et dans les années 1990, de nouveaux logements ont été construits à l'ouest de la ville, en direction de Netley Marsh et le long de Ringwood Road. 
Ces extensions, désignées collectivement sous le nom de West Totton, consistaient en une nouvelle zone commune, une église et une salle communale, ainsi que de nombreuses maisons neuves.